# Citadelle de Corte
La citadelle de Corte, surnommée le nid d'aigle, est une citadelle du XVIIIe siècle construite autour d'un château du XVe siècle à Corte en Haute-Corse, classée monument historique le 10 août 1977 et « musée de la Corse » depuis 1984.

## Historique
En 1419 le comte et vice-roi de Corse Vincentello d'Istria, vassal du roi Alphonse V d'Aragon, fait construire le château au sommet du rocher qui domine la ville, en Haute-Corse à mi chemin entre Bastia à Ajaccio, avec une muraille crénelée et trois tours, pour combattre la république de Gênes, opposée au royaume d'Aragon. Entre 1421 et 1434 il règne en souverain sur la Corse et installe le siège de son gouvernement à Corte.

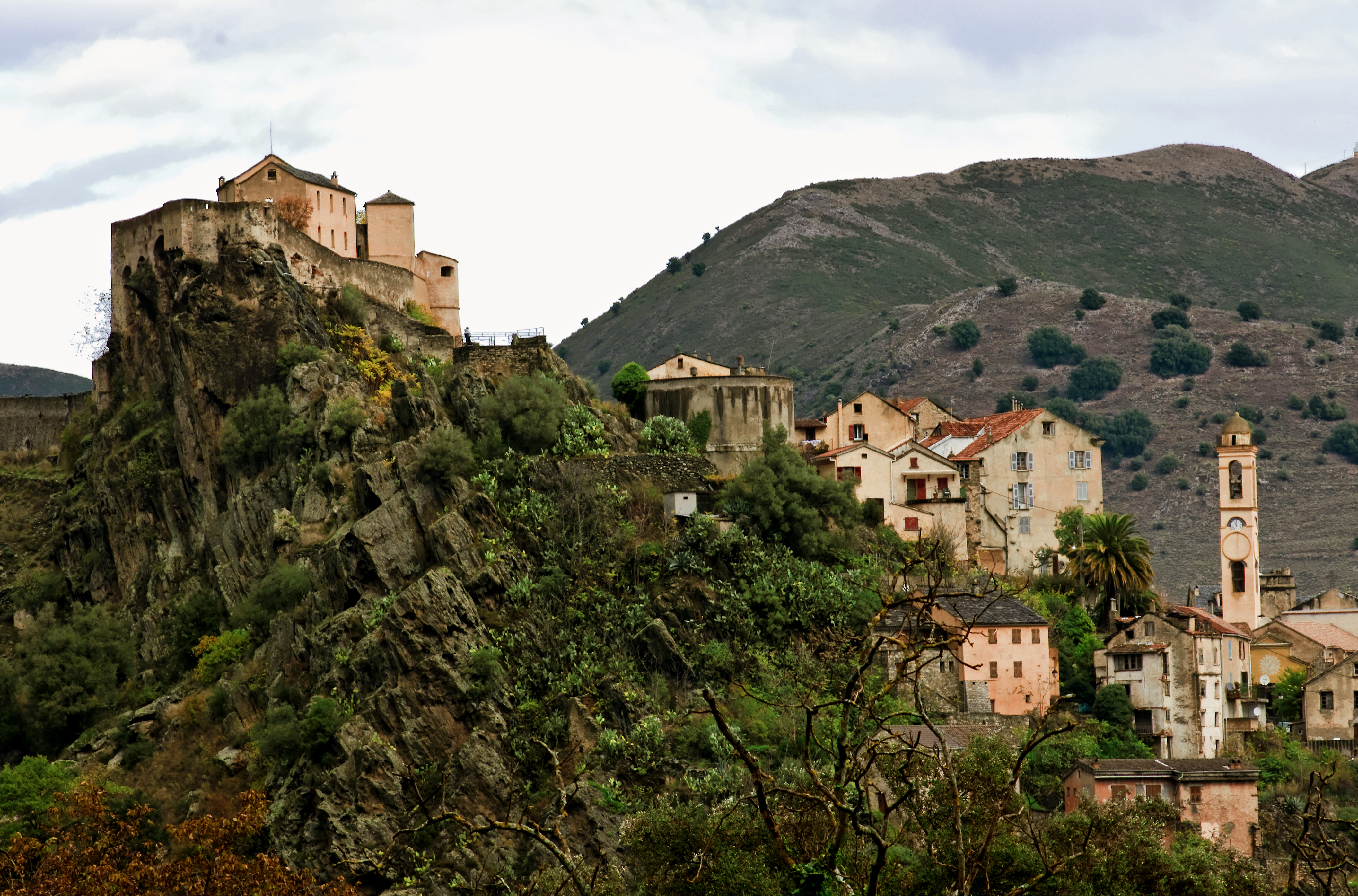
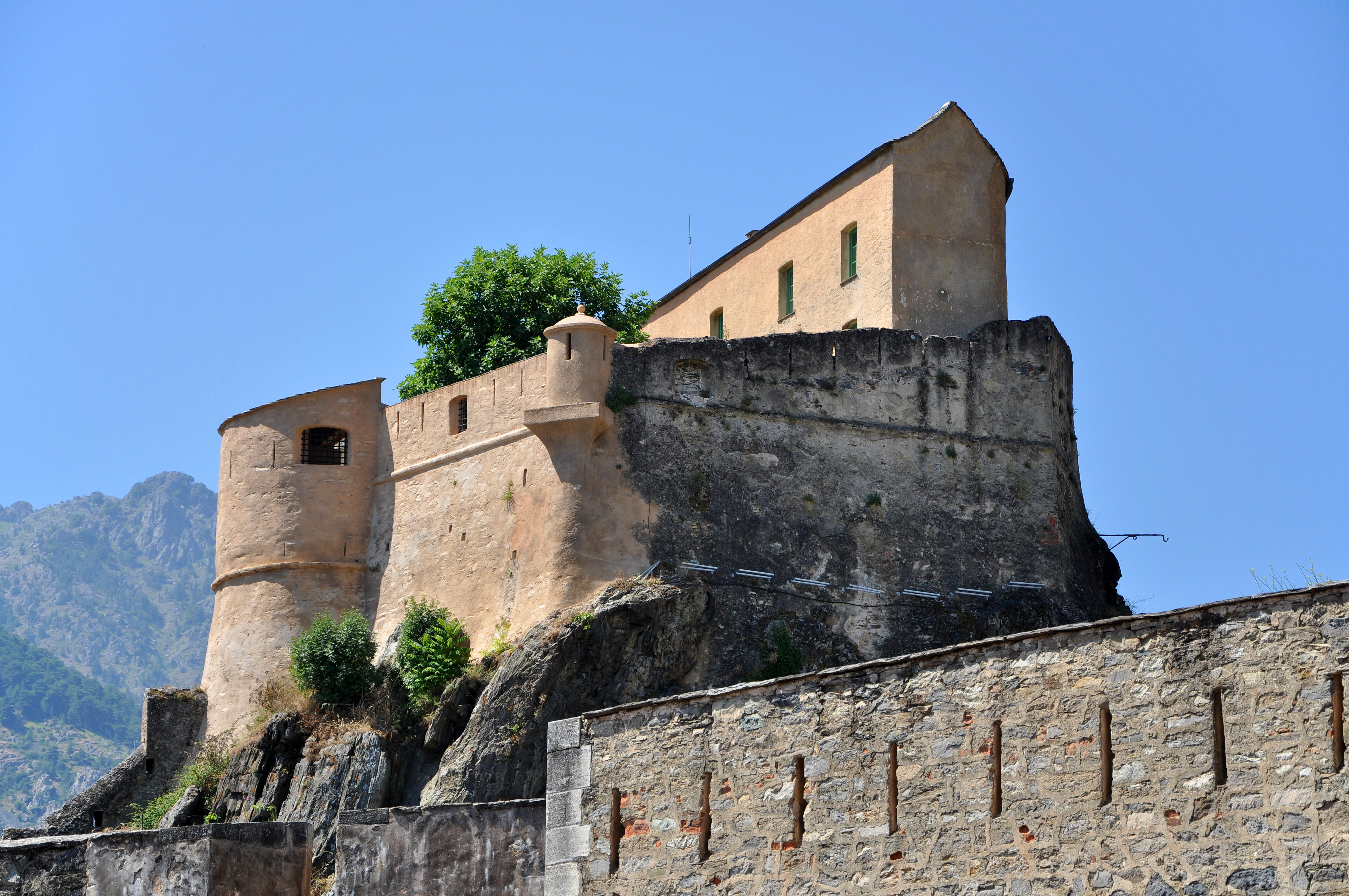
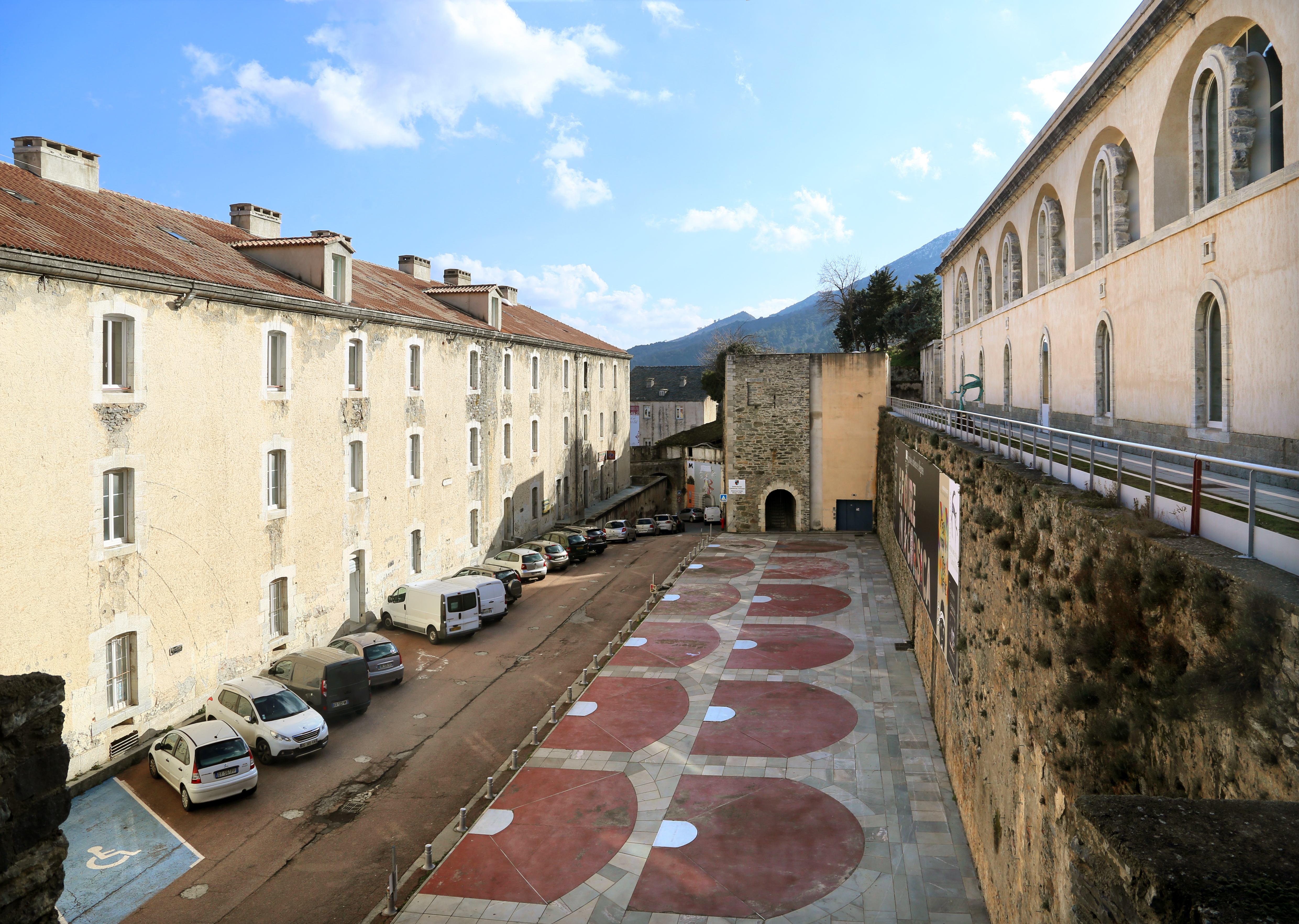
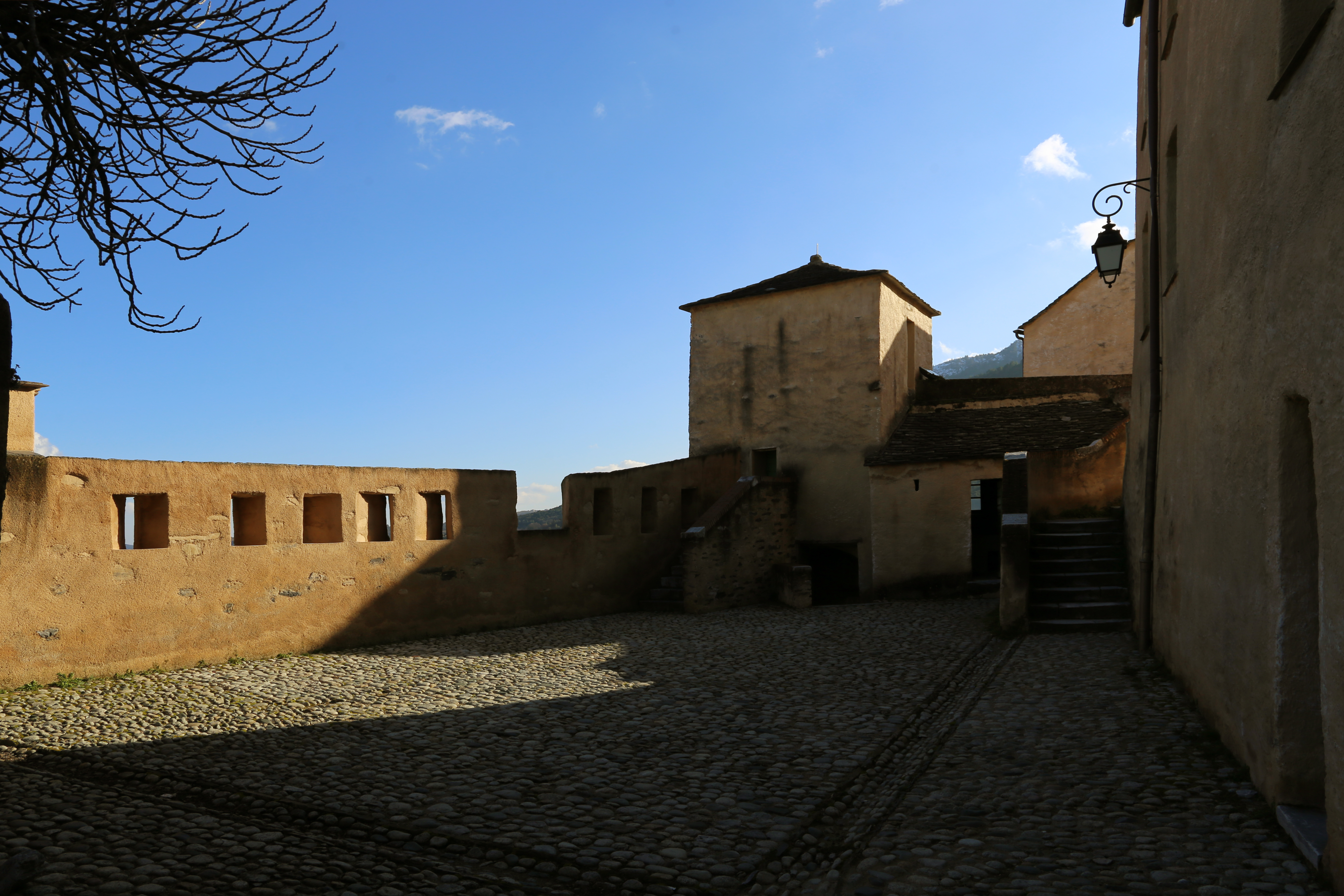

Au XVIIIe siècle le général de la Nation Pascal Paoli fait de Corte la capitale de son gouvernement pour la nation corse. En 1769 après la défaite du 9 mai de ses troupes corses à la bataille de Ponte-Novo contre celles du roi Louis XV, la Corse passe sous domination française. Le comte de Vaux ordonne alors d'augmenter les fortifications de la ville par la construction de la citadelle actuelle, sur le principe des fortifications et constructions de Vauban (seule citadelle parmi les six citadelles Corse à être construite à l’intérieur des terres). La construction de la caserne Padoue s'achève en 1776.
Entre 1962 et 1983 la citadelle est occupée par la légion étrangère (groupement d'instruction de la Légion étrangère).
En 1984 le site est ouvert au public. Il offre une vue panoramique exceptionnelle sur les vallées de la Restonica et du Tavignano. Le château dans l'enceinte de la citadelle accueille :
- Le musée de la Corse (musée d'Art et d'Histoire et musée régional d’Anthropologie de la Corse).
- Le fonds régional d'art contemporain de Corse (FRACORSE)
- Le centre de culture scientifique et technique de Corse (CCSTI)
- Le pôle touristique centru di Corsica.

En avril 2015, le nid d'aigle est investi par une vingtaine de militant de la Ghjuventu Indipendentista pour y entamer une grève de la faim.